# Kumotori
Kumotori (japonsky 雲取山) je hora na japonském ostrově Honšú. Nachází se v pohoří Okučičibu na hranici prefektur Jamanaši, Saitama a Tokio. S nadmořskou výškou 2017 metrů je Kumotori nejvyšším bodem Tokia.
Hora patří do povodí řeky Tama a zdejší lesy jsou zdrojem vody pro japonskou metropoli. V okolí byl vyhlášen národní park Čičibu Tama Kai. Výstup na Kumotori obvykle začíná ve městě Okutama, turistům slouží šest horských chat s celoročním provozem. V roce 1882 byl na vrcholu instalován geodetický bod. Kjúja Fukada zařadil v roce 1964 Kumotori do své knihy Sto slavných hor Japonska. Z vrcholu je za jasného počasí vidět hora Fudži.